# Мутлу, Хюсейин
Хюсейин Авни Мутлу (род. 1956, Фындыклы) — турецкий политик.

## Биография
Родился в 1956 году в городе Фындыклы. Кроме него, в семье было ещё четверо детей. Начальное образование получил в Фатихе. Окончил Стамбульский университет.
Работал заместителем окружного губернатора Гереде и Каргы. В 1988 году был назначен окружным губернатором Бююкорхана.
В 1991 году поехал в США, там в течение одного года изучал английский язык. После возвращения из Турции был назначен окружным губернатором Силопи. Занимал эту должность до 1994 года. В 1994—1995 годах являлся заместителем губернатора ила Ширнак. В 1997—2002 годах — окружным губернатором Эджеабата. В 2003—2005 годах являлся окружным губернатором Багджылара.
В 2005—2007 годах являлся губернатором Сиирта. В 2007—2010 годах — губернатором Диярбакыра. В 2010—2014 годах — губернатором Стамбула.

### Личная жизнь
Жена — бывшая учительница истории. Двое сыновей.